# Gottfried Hensel
Gottfried Hensel (1687 – 1765) è stato un linguista tedesco precursore della linguistica comparativa..
Svolse la funzione di rettore a Hirschberg (Jelenia Góra), nella Bassa Slesia.
Hensel è conosciuto soprattutto per la sua opera Synopsis Universae Philologiae.
Seguendo la teoria esposta da Platone nel Cratilo, Gottfried Hensel ritiene che ogni lettera abbia un significato naturale ed intrinseco (Valor naturalis atque internus) per mezzo del quale è possibile rappresentare, quasi per immagine, gli oggetti materiali, ma anche per metafora i concetti astratti. I significati naturali attribuiti da Hensel alle singole lettere dell'alfabeto ebraico, sono ripresi da Caspar Neumann ma finalmente spiegati, sistematicamente, sulla base di esplicite motivazioni fonosimboliche.